# Kisra
El kisra es un tipo de pan plano elaborado en Sudán y Sudán del Sur a base de harina de sorgo fermentada y usualmente servido con guisos tradicionales elaborados con quimbombó, leche cuajada, mariscos fermentados, carne seca condimentada o vegetales. Es uno de los alimentos fermentados más populares en la región y un componente fundamental de la dieta diaria de la población en muchas áreas de estos países, especialmente en las rurales. En comunidades más modernas el pan a base de trigo lo está reemplazando gradualmente y es difícil conseguirlo en los mercados de las áreas industrializadas.

## Elaboración
El kisra se elabora a partir de una masa fermentada conocida como ajin, preparada mezclando, en una olla de barro redonda, harina de sorgo y agua junto con una pequeña cantidad de masa fermentada previamente para iniciar el proceso. En algunas regiones también se incorpora harina de trigo o de mijo para mejorar la calidad. Una vez que la masa está bien mezclada, se deja fermentar por 18 horas aproximadamente. La temperatura ideal para la fermentación es entre los 35 °C y 38 °C. Para cocinar la masa, una pequeña cantidad de aproximadamente 84 gramos (diluida en agua para facilitar su manipulación) se coloca sobre una plancha de metal calentada a 150 °C o 160 °C con fuego alimentado con madera o carbón y engrasada con aceite o grasa animal. La pasta se extiende con una tira de madera de 3 pulgadas parecida a una regla hasta que forma una capa muy delgada, se deja cocer por aproximadamente 3 segundos, se retira del fuego y se considera lista para comer. La fermentación facilita la manipulación de la masa durante este proceso.

## Nutrición
El kisra se elabora con cualquier variedad de sorgo, por lo tanto su valor nutritivo depende de la variedad utilizada. Sin embargo, en general la composición química del pan elaborado es muy similar a la del sorgo fermentado, con un 60 % de almidón, 10 % de proteína seca, 4 % de fibra seca y 2 % de azúcares. La fermentación de la masa incrementa el valor nutricional y reduce la cantidad de microbios como la escherichia coli. Los procesos de fermentación y cocción no alteran significativamente la presencia de minerales en la masa.

## Variedades
Una papilla espesa llamada aceda se obtiene al cocinar la masa de forma menos diluida y sin fermentar completamente. La cocción de esta variación se realiza en una olla en vez de utilizar una plancha.